# 무태돈대
무태돈대(無殆墩臺)는 인천광역시 강화군 화도면 창후리에 있는 조선시대의 돈대이다. 1999년 3월 29일 인천광역시의 문화재자료 제18호로 지정되었다.

## 개요
돈대란 적의 움직임을 살피거나 공격에 대비하기 위하여 영토 내 접경지역 또는 해안지역의 감시가 쉬운 곳에 마련해 두는 초소이다. 보통 높은 평지에 쌓아 두는데, 밖은 성곽으로 높게 하고 안은 낮게 하여 포를 설치해 둔다. 특히 강화도에 있는 돈대들은 조선 인조 14년(1636) 병자호란이 일어나 강화도가 함락되자, 이에 놀란 조정에서 해안 경비를 튼튼히 하기 곳곳에 쌓아두도록 한 것이다.
창후리 선착장에서 북쪽으로 난 비포장길을 따라 100m 정도 떨어진 곳에 자리하고 있는 이 돈대는 해안을 따라 직사각형으로 길게 쌓았다. 강화유수를 지내던 윤이제가 해안 방어를 튼튼이 하기 위하여 쌓은 여러 돈대들 중 하나로, 대포를 올려놓는 포좌를 해안을 향해 4곳 설치해 두었다.
조선 숙종 5년(1679) 어영군 2천명과 경기·충청·전라 3도 승병 8천명을 동원하여 쌓았다.

## 참고 자료
- 무태돈대 - 국가유산청 국가유산포털